# Светлый (Краснопартизанский район)
Светлый — опустевший поселок в Краснопартизанском районе Саратовской области России. Входит в состав сельского поселения Рукопольское муниципальное образование.

## География
Находится на расстоянии примерно 28 километров по прямой на восток от районного центра поселка Горный. 

## Население
Население составляло 16 человек в 2002 году (69% русские),  0 в 2010.